# Струста
Струста (рус. Струсто; блр. Струста) језеро је у Браславском рејону Витепске области, на крајњем северозападу Републике Белорусије. Језеро се налази на око 4 км северно од града Браслава.
Припада групи Браславских језера, где је са површином од 13 км² на трећем месту.

## Физичке карактеристике
Језеро Струста смештено је у северозападном делу Белорусије, недалеко од тромеђе те земље са Литванијом и Летонијом. Са површином од око 13 км² убраја се у веће језерске површине у тој земљи. Његове обале су углавном доста ниске и замочварене, изузев у северном делу где је нешто издигнутија песковито-шљунковита обала. Укупна дужина обалске линије је 27,8 км, а саму обалу карактерише изразито висок степен разуђености са бројним увалама и ртовима.
На језеру се налазе бројна мања острва од којих је најинтересантније острвце Шова на чијем се највишем врху, на 25 метара висине изнад нивоа језера, налазе два мања језера са веома чистом водом. Провидност језерске воде је 4,8 метара.
У језеро се улива неколико мањих водотока, а део вода добија путем канала из суседних језера, а посебно из језера Снуди које се налази нешто северније. Такође део његових вода отиче ка подручјима са нижим надморским висинама, те језеро Струста има карактер проточног језера.

## Живи свет језера
Обале језера обрасле су густим шикарама трске чије ширине у јужним и источним деловима достижу и до 200 метара уз обалу. Подводна вегетација егзистира до дубина од 7 метара.
У језеру су пронажени остаци љускара из реда Pontoporea affinis. У језеру живе 22 врсте риба, а најбројније врсте су деверика, црвенперка, белица, лињак и нешто ређе јегуље.
Највећи еколошки проблем језера је смањивање нивоа воде у њему услед чега долази до интензивнијег замочварења приобалних подручја.